# 呑水 (食器)

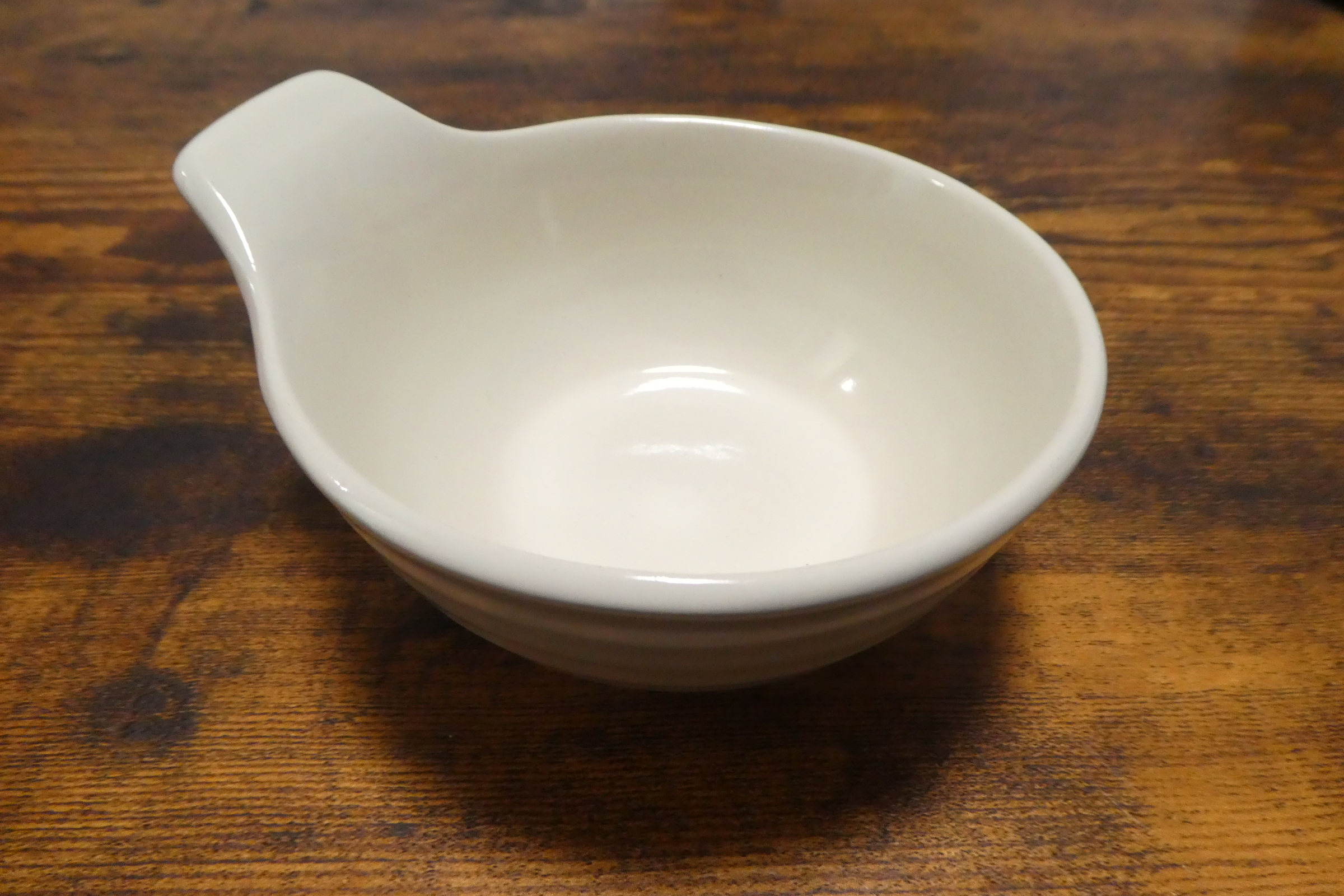
白色の呑水

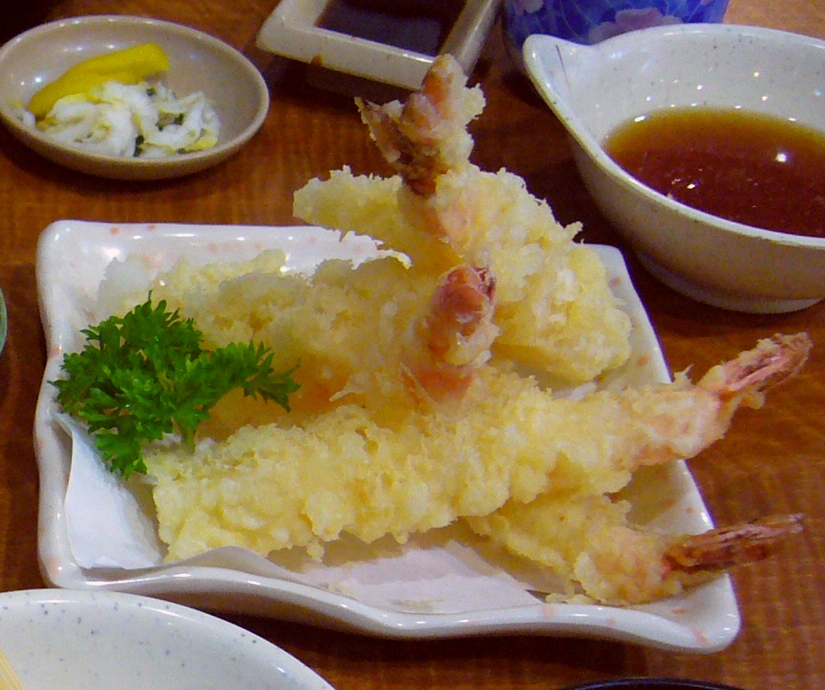
右側に天つゆが入れられた呑水が写っている。

呑水（とんすい）とは、縁の一部がやや突出した小鉢である。元来は水瓶に貯めた水を掬って呑むための器であったが、現在では小鉢や取り皿のような食器として使われている。湯匙とも書き、中国語でタンチー tāngchíと読む。
本来の用途の湯匙は日本では散蓮華と呼ばれ、呑水とは区別される。